# فران زفره
فران زفره (انگلیسی: Fran Zafra؛ زادهٔ ۲۸ مارس ۱۹۹۳) بازیکن فوتبال اهل اسپانیا است.
از باشگاه‌هایی که در آن بازی کرده‌است می‌توان به باشگاه فوتبال خرز اشاره کرد.